# Manuel María Mosquera
Manuel María Mosquera y Arboleda (Popayán, 11 de abril de 1800-Popayán, 2 de septiembre de 1882) fue un político, intelectual y diplomático colombiano. 

## Biografía

### Origen familiar
Fue hijo del matrimonio conformado por José María Mosquera y Figueroa y María Manuela Arboleda y Arrachea, pertenecientes a dos de las más ilustres familias del siglo XIX en Colombia, en las que también sobresalieron sus hermanos Joaquín, Tomás Cipriano y Manuel José.

### Vida diplomática
En 1828 fue nombrado rector de la Universidad del Cauca pero no asumió el cargo porque Bolívar lo designó como diplomático en Londres. Antes de partir a su misión, donó una vasta colección de libros a la biblioteca del Colegio de Misiones de Popayán, entre ellos, una edición incunable de San Isidoro de Sevilla y un ejemplar sobre linajes de España.
En la capital británica representó a los tres países que conformaban entonces la República de Colombia, conocida en la historiografía posterior como la Gran Colombia para diferenciarla de similares denominaciones posteriores del mismo país. Durante su gestión negoció términos favorables para la deuda contraída con la Gran Bretaña y logró su refinanciación. Entre las instrucciones que recibió antes de su partida figuró una para promover la fundación de un banco en la república, así como la necesidad de elevar reclamaciones al gabinete británico por la conducta del comodoro Peyton, que había bloqueado Cartagena años atrás y ante lo cual se esperaba una indemnización por los daños y perjuicios causados a Colombia por el bloqueo y las amenazas de Gran Bretaña.
El 18 de agosto de 1846 presenta plenos poderes ante el rey Luis Felipe I de Francia y posteriormente es designado como Ministro de Colombia ante Italia y los Estados Pontificios. El 19 de diciembre de ese mismo año se acredita como ministro plenipotenciario de Colombia ante la reina Victoria en Londres.También se desempeña como encargado de negocios en París y Ministro de Primera Clase en Madrid. Posteriormente, residió algún tiempo en París sin cumplir ningún encargo oficial antes de regresar a su país.
Su principal legado como diplomático fue contribuir a la legitimación del Estado colombiano y a sentar las bases de unas relaciones diplomáticas estables con países de considerable interés para Colombia, ya por su condición de potencia, ya por la influencia de su cercanía ideológica en ese período de la historia.

### Candidato presidencial y rector universitario
El nombre de Manuel María Mosquera y Arboleda se consideró dentro de las opciones para la candidatura presidencial de Colombia correspondiente al período 1845-1849. Sin embargo, nunca se concretó la aspiración. En 1870 fue designado nuevamente rector de la Universidad del Cauca y en esta oportunidad asumió el cargo y lo desempeñó por dos años.

### Vida personal
Mosquera contrajo matrimonio en Popayán en 1834 con la aristócrata payanesa María Josefa ("Pepita") Pombo O'Donnell, hija del payanés Manuel de Pombo y Ante y la española Beatriz O'Donnell y Annethant, sobrina a su vez de Enrique José O'Donnell, I Conde de La Bisbal, y prima de Leopoldo O'Donnell, I Duque de Tetuán y I Conde de Lucena. No tuvieron descendencia. La pareja se caracterizó por un elevado grado de refinamiento y una vastísima cultura, reflejada en la extensa biblioteca que llegaron a poseer, considerada una rareza para la época, pues Mosquera escogió cuidadosamente en Europa diversos incunables o ediciones raras y curiosas, amén de las mejores obras literarias, históricas y jurídicas, parte de las cuales legó al Seminario de Popayán y sirvieron de base a la selecta librería de ese plantel, así como al Colegio de Misiones, como se indicó anteriormente. Los esposos Mosquera Pombo dominaban varias lenguas muertas y vivas y no era raro, por ejemplo, escucharlos conversar en latín o en francés.
Mosquera falleció en Popayán el 2 de septiembre de 1882. La colecciones artísticas de la pareja incluían obras maestras de artistas europeos del Barroco y el Renacimiento, imaginería y arte sacro, ejemplares bibliográficos y mobiliario adquirido en subastas.